# 延州 (陕西省)
延州，中国古代设置的一个州，治今陝西省延安市。
西魏废帝二年（554年），改东夏州设置延州，治所在广武县（今陕西省延安市东北）。隋朝大业三年（607年）改爲延安郡。唐朝武德元年（618年）复置延州，治所在肤施县（今延安市东北、宋朝移今延安市）。辖境约当今陕西省延安市、安塞县、延长县、延川县、志丹县等地区。天宝元年（742年）改延安郡，乾元元年（758年）复改延州。北宋元祐四年（1089年）因為宋哲宗原爲延安郡王，延州升延安府。
| 州 | 延州                                                    | 延州   | 丹州                 | 丹州          | 夏州                 | 郡 | 延安郡                                                                       |
| 郡 | 遍城郡                                                  | 文安郡 | 丹陽郡               | 乐川郡        | 金明郡               | 县 | 丰林县 因城县 魏平县 临真县 延安县 延川县 義川县 咸寧县 汾川县 金明县 肤施县 |
| 县 | 广武县 沃野县 因城县 义乡县 魏平县 真川县 临真县 广安县 | 文安县 | 丹陽县 雲岩县 太平县 | 汾川县 門山县 | 广洛县 永丰县 启宁县 | 县 | 丰林县 因城县 魏平县 临真县 延安县 延川县 義川县 咸寧县 汾川县 金明县 肤施县 |

## 历任长官
唐代延州刺史
- 段德操（619年－622年）
- 弥姐通（武德年间）
- 高表仁（贞观初年）
- 常何（632年－637年）
- 席辨（640年）
- 郭澄（贞观年间）
- 李德奖（贞观年间）
- 张崇基（贞观末年高宗初年）
- 唐敏（显庆年间）
- 骞基（高宗年间）
- 崔恭礼（高宗年间）
- 温挺（高宗年间）
- 崔玄弼（高宗年间）
- 陆仁俭（690年－691年）
- 于士俊（武周年间）
- 李尚宾（武周年间）
- 张知謇（695年）
- 宋祯（703年）
- 豆卢志静（武周末年）
- 豆卢光祚（710年）
- 高崇德（开元初年）
- 孙侹（开元初年）
- 元思温（开元前期）
- 李濯（开元前期）
- 蒋挺（727年）
- 崔行温（开元年间）
- 宋某（开元末期）
- 魏哲（天宝年间）
- 刘绘（天宝年间）
- 李揖（755年）
- 邢济（至德年间）
- 韦胐（764年）
- 辛德谦（765年之后）
- 周皓（771年之前）
- 李建徽（779年）
- 李如暹（794年）
- 张延诚（802年）
- 李良僅（807年）
- 延劳（元和初年）
- 浑镐（809年）
- 陈君仪（文宗年间）
- 李孝恭（883年）
- 李思谏（897年－903年）
- 胡敬璋（903年－909年）

五代十国延州刺史、彰武軍節度使
- 刘万子（908年－910年）
- 高万兴（910年－925年）
- 高允韬（925年－930年）
- 刘训（930年－931年）
- 安从进（932年－933年）
- 李彝超（933年）
- 高行周（934年－935年）
- 杨汉章（936年）
- 刘景岩（936年－941年）
- 丁审琪（941年－942年）
- 何建（942年－943年）
- 史威（943年－944年）
- 王令温（944年－945年）
- 薛可言（945年－946年）
- 周密（946年－947年）
- 高允权（947年－953年）
- 高绍基（953年）
- 向训（953年）
- 索万进（953年－954年）
- 袁山义（954年－955年）
- 李彦頵（955年－958年）
- 李万全（958年－959年）

北宋知延州、鄜延路安抚使
- 焦继勋（960年）
- 赵赞（960年－961年）
- 焦继勋（961年－962年）
- 赵赞（962年－968年）
- 伊审徵（968年－975年）
- 王文宝
- 翟守素（985年）
- 慕容德丰（986年）
- 米信（987年－989年）
- 慕容德丰（992年）
- 田重进（993年－994年）
- 王显（994年－996年）
- 薛惟吉（996年）
- 赵昌言（997年）
- 王承衎（999年）
- 杜彦钧
- 刘廷伟（1001年）
- 马知节（1002年）
- 李允正（1002年－1004年）
- 向敏中（1005年－1007年）
- 李继昌（1008年－1011年）
- 李及（1012年－1014年）
- 李防（1015年－1017年）
- 赵湘
- 薛奎（1021年－1024年）
- 赵贺（1024年－1026年）
- 李防
- 薛田（1027年－1029年）
- 李若谷（1030年－1032年）
- 李绎（1032年－1034年）
- 黄总
- 李绎
- 郭劝（1037年－1038年）
- 范雍（1038年－1040年）
- 赵振（1040年）
- 张存（1040年）
- 范仲淹（1040年－1041年）
- 庞籍（1041年－1045年）
- 梁适（1045年）
- 沈邈（1045年－1047年）
- 程琳（1047年－1049年）
- 李昭亮（1049年－1051年）
- 狄青（1051年）
- 施昌言（1051年－1054年）
- 吴育（1055年－1056年）
- 夏安期（1056年－1058年）
- 吕公弼（1059年－1060年）
- 程戡（1060年－1066年）
- 陆诜（1066年－1067年）
- 郭逵（1067年－1071年）
- 赵卨（1071年－1075年）
- 李承之（1075年－1077年）
- 吕惠卿（1077年－1080年）
- 沈括（1080年－1082年）
- 种谔（1082年－1083年）
- 刘昌祚（1083年－1085年）
- 赵卨（1085年－1089年）